# تشارلي جونز (لاعب كرة قاعدة أمريكي)
تشارلي جونز (بالإنجليزية: Charlie Jones) هو لاعب كرة قاعدة أمريكي، ولد في 2 يونيو 1876 في بتلر في الولايات المتحدة، وتوفي في 2 أبريل 1947 في تو هاربورس في الولايات المتحدة.

## وصلات خارجية
- تشارلي جونز على موقعبيزبول رفرنس.كوم (الدوري الرئيسي) (الإنجليزية)
- تشارلي جونز على موقعبيزبول رفرنس.كوم (الدوري الثانوي) (الإنجليزية)